# Prva palatalizacija
Prva palatalizacija je praslavenska glasovna promjena kojom se regresivno palataliziraju velari *k, *g i *x, naslijeđeni iz baltoslavenskog prajezika.

## Rezultat
Naslijeđeni velari *k (<PIE *k, *kʷ ) i *g (<PIE *g, *gʰ, *gʷ, *gʷʰ ) mijenjaju se prije praslavenskih prednjih samoglasnika * e/ē, * i/ī (PIE *e/ē, *i, *ey/ēy, *ew/ēw > CS e/ě, ь, i, u) i prije palatalnog poluvokala *j:
*k> *kʲ> *č
- Primjer: PIE *wĺ̥kʷe 'vuče!' (vokativ jednine imenice *wĺ̥kʷos) > praslavenski *wilke > staroslavenski vlьče, poljski wilcze, hrvatski vȗče

*g> *gʲ> *dž> *ž
- Primjer: PIE *gʷeneh₂ 'žena' > praslavenski *ženā > staroslavenski žena, ruski žená, poljski żona, hrvatski žena

Praslavenski velar *x, koji nije bio prisutan u PIE, a nastao je iz PIE *s kroz ruki pravilo ili iz skupine sk- na početku riječi (također u germanskim i iranskim posuđenicama), promijenio se:
*x> *xʲ> *š
- Primjer: PIE *múh₂s 'miš' > praslavenski *mūsi > *mūxi > mūši > staroslavenski myšь, ruski myš', poljski mysz, hrvatski miš

## Datiranje
Prva palatalizacija dala je iste rezultate u svim slavenskim jezicima, što pokazuje da se vjerojatno dogodila prije migracije Slavena, a to znači vjerojatno prije 500. godine. Nema sigurnih dokaza da je taj proces dovršen do 600. godine.

### Podatci iz toponimije
Podatci iz toponimije i hidronimije poječu iz gornjeg toka rijeke Dnjepar, kojeg su Slaveni kolonizirali vjerojatno u drugoj polovici 5. stoljeća. Prije njihovog dolaska, govornici baltičkih jezika naseljevali su tu regiju, a baltički hidronimi kao što su Vilkesà, Akesa, Laukesà i Merkys dala su u ruskom jeziku Volčesa, Očesa, Lučesa i Mereč'. To sugerira da je palatalizacija bila aktivna u drugoj polovici 5. stoljeća.
Kad su Slaveni stigli na jug Grčke i jadransku obalu, u 6. i 7. stoljeću, prva palatalizacija više nije djelovala. To se vidi iz činjenice da je srednjogrčki posuđivao slavenske riječi u palataliziranim oblicima, kao i iz činjenice da su romanski toponimi na Jadranu prošli drugu palatalizaciju, a ne prvu palatalizaciju.

### Podatci jezičnih dodira
Učinak prve palatalizacije vidljiv je na germanskim posuđenicama. Ovime se pretpostavlja kako je prva palatalizacija bila aktivna u vrijeme dodira germanskih i slavenskih govornika.
- Germanski *helmaz 'šljem, kaciga' > praslavenski *xelmu > *šelmu > metateza likvida > staroslavenski šlěmъ, ruski šelóm, hrvatski šljȅm

- Germanski *kinda 'dijete, novorođenče' > praslavenski *kinda > *činda > staroslavenski čędo, ruski čado, poljski czędo, hrvatski čedo